# William Beckett
William Eugene Beckett Jr. (ur. 11 lutego 1985 w Libertyvillie w stanie Illinois) – amerykański wokalista. Był członkiem zespołu rockowego The Academy Is..., później nagrywał jako solowy artysta.